# هيئة شبكة المستجيب الأول
أُنشئت هيئة شبكة المستجيب الأول (FirstNet) في الولايات المتحدة بموجب قانون الإعفاء من الضرائب وخلق فرص عمل للطبقة الوسطى لعام 2012 (MCTRJCA) كهيئة مستقلة داخل الإدارة الوطنية للاتصالات والمعلومات (NTIA). الغرض منها هو إنشاء وتشغيل وصيانة شبكة النطاق العريض للسلامة العامة القابلة للتشغيل البيني. لتحقيق هذه الأهداف، خصص الكونغرس 7 مليارات دولار و 20 ميغاهيرتز من الطيف الراديوي القيم لبناء الشبكة.

## روابط خارجية
- الموقع الرسمي
- نظام TETRA الأوروبي